# Mycetophila semifusca
Mycetophila semifusca är en tvåvingeart som beskrevs av Johann Wilhelm Meigen 1818. Mycetophila semifusca ingår i släktet Mycetophila och familjen svampmyggor. Inga underarter finns listade i Catalogue of Life.